# Annie Leuch-Reineck
Annie Leuch-Reineck, född 1880, död 1978, var en schweizisk feminist.
Hon spelade en framträdande roll i kampanjen för införandet av rösträtt för kvinnor i Schweiz, och var ordförande för Schweizerischer Verband für Frauenstimmrecht 1928-1940. 